# 白公馆 (重庆)

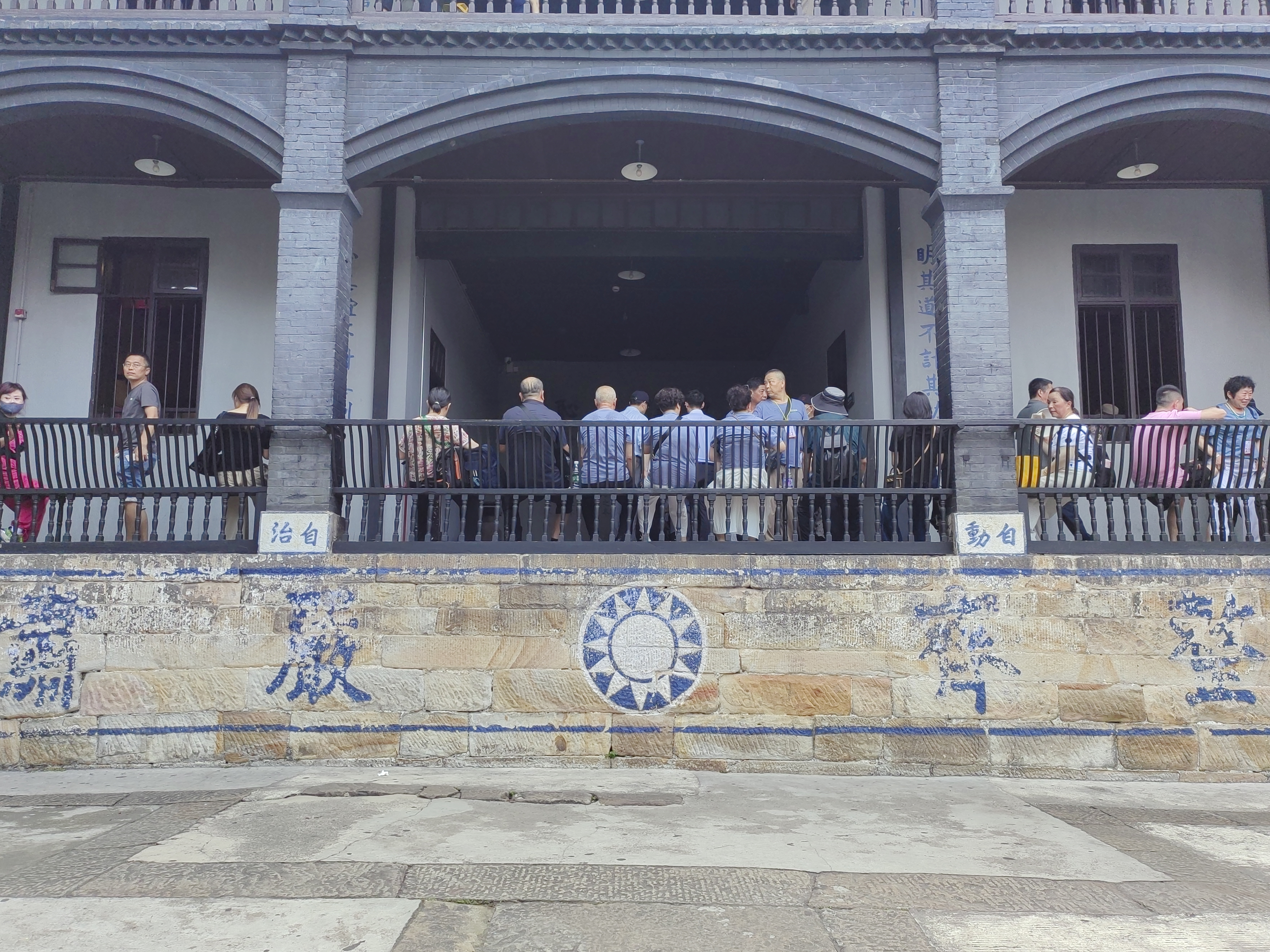
白公馆

白公馆，又名「香山別墅」，原是四川军阀白駒在重庆沙坪坝郊区的别墅，20世纪30年代，为养小妾而修建，因白駒自認為是白居易後裔，以白居易之號命其名為「香山別墅」；後成為国民政府军统局的看守所，名為「軍統局重慶看守所」。

## 历史
1938年，军统局用30两黄金将其买下。1939年军统将其改为军统局本部直属看守所，称「军统局重庆看守所」，主要关押中华民国政府认为级别较高的政治犯。1943年中美合作所成立后，白公馆内犯人被迁移至渣滓洞。白公馆改名为「中美合作所第三招待所」，供美方人员居住。
第二次世界大战结束后，中美合作所撤销，美方人员回国，白公馆才又恢复为看守所。并且军统将西南的军统集中营，息烽监狱、望龙门看守所、渣滓洞看守所合并，成立了白公馆看守所，后称“国防部保密局看守所”。
国民政府將渣滓洞、白公馆等設為监牢，關押異見人士及政治犯，被批評是白色恐怖。原地下贮藏室改为地牢，原防空洞改为刑讯室，住房改为牢房。1965年，原国民党军统西南区总务处处长沈醉向中华人民共和国国家文化部文物局局长李长路谈了当年该处使用情况：送到“白公馆”、“渣滓洞”的革命志士，都是在城内经过审讯的，到了“白公馆”、“渣滓洞”后，虽也作“审讯”，但主要是“看守”、“处决”。
白公馆曾关押过張學良、黄显声、同济大学校长周均时、廖承志、中共党员宋绮云、徐林侠夫妇及幼子“小萝卜头”宋振中等，关押的政治犯最多时达二百多人。白公馆院内的墙上写有“进思尽忠、退思补过”、“正其宜不计其利，明其道不计其功”等标语。

## 参看
- 渣滓洞
- 重庆一一·二七大屠杀